# Dinky Sinky
Dinky Sinky ist ein deutscher Film von Mareille Klein aus dem Jahr 2016. Der Film hatte seine Premiere am 27. Juni 2016 beim Filmfest München, in die deutschen Kinos kam er am 8. Februar 2018. Die Erstausstrahlung im Fernsehen erfolgte am 27. Juni 2018 im Ersten.

## Handlung
Sportlehrerin Frida und ihr Freund Tobias versuchen seit zwei Jahren ein Kind zu bekommen. Um sie herum erwarten die Freunde Nachwuchs, es gibt Babypartys und Taufen. Tobias kauft ihr zur Aufmunterung und Ersatz einen Hamster, sie setzt jedoch sehr viel daran, ihrem Glück auf die Sprünge zu helfen. Sie notiert akribisch ihre fruchtbaren Tage im Kalender und bespricht nach ausbleibendem Erfolg mit einem Arzt die Möglichkeit einer künstlichen Befruchtung. Tobias ist dem nicht gewachsen, er sieht sich durch die ständige Fokussierung auf Nachwuchs zum Zuchthengst degradiert und verlässt Frida schließlich.
Die Mittdreißigerin muss jetzt allein klarkommen, denn auch ihre Mutter möchte endlich ihr Witwendasein beenden und lernt über das Internet jemanden kennen. Fridas eigene Kontaktversuche sind nicht erfolgreich, während ihre biologische Uhr unaufhaltsam tickt. Das neue Glück ihrer Mutter mit Hartmut und auch, dass Tobias schon wieder eine neue Freundin hat, machen es ihr zusätzlich schwer. Da eine künstliche Befruchtung viel Geld kostet, hofft sie auf finanzielle Unterstützung durch ihre Mutter und Hartmut, was ihre Mutter später aber ablehnt.
Auf Instagram werden Seiten aus Fridas Kalender mit hinzugefügten obszönen Zeichnungen veröffentlicht. In der Kombination mit Einträgen ihrer fruchtbaren Tage und Notizen zu den Periodentagen ihrer Schülerinnen ein gefundenes Fressen für die Eltern, sodass sich Frida beim Elternabend rechtfertigen muss. Auch hat Hartmut bei einer Ungeschicklichkeit Fridas Hamster getötet. Am nächsten Morgen bricht Frida zu einer Geburtsklinik nach Holland auf, fährt aber umgehend zurück, als sie von einem Schlaganfall Hartmuts erfährt.
Nach dem Besuch ihrer Mutter im Krankenhaus geht Frida zu ihrer Freundin Josephin, wo die Geburtstagsfeier ihres Freundes im Gange ist und Frida auch auf Tobias und seine neue Freundin trifft. Frida darf den Säugling von Gästen halten und verlangt nach Schnaps, obwohl es aus Rücksicht auf die schwangeren Frauen ein alkoholfreier Abend ist. Sie prostet auf Tobias und geht. Kurze Zeit später läuft Frida beim Münchener Marathon mit, verlässt aber unterwegs die Strecke und läuft eine andere Straße weiter.

## Produktion
Der Film wurde vom 17. August 2015 bis zum 20. September 2015 in München und Umgebung sowie in den Niederlanden gedreht.
Der Titel des Films leitet sich von zwei englischen Akronymen ab. Dinky steht für Double Income, No Kids Yet (deutsch: doppeltes Einkommen, aber noch keine Kinder), Sinky für Single Income, No Kids Yet (deutsch: einfaches Einkommen, aber noch keine Kinder).

## Rezeption
Das Lexikon des internationalen Films gibt dem Film insgesamt 3 von 5 Sternen und schreibt: „Eine wohltuend unangestrengte Komödie über das Leiden am kinderlosen ‚Dinky‘- (‚Double Income, No Kids Yet‘) und ‚Sinky‘-Dasein (‚Single Income, No Kids Yet‘), die die kleineren und größeren Desaster im Leben der Hauptfigur augenzwinkernd beobachtet und durch eine fast dokumentarisch anmutende Inszenierung für sich einnimmt.“
Oliver Armknecht kommt in seiner Besprechung bei film-rezensionen.de auf insgesamt 6 von 10 Punkten.

## Auszeichnungen
- 2016: Biberacher Filmfestspiele – Auszeichnung mit dem Debütbiber für Mareille Klein[4]
- 2016: Filmfest München – Auszeichnung mit dem FIPRESCI-Preis für den besten Film in der Reihe Neues Deutsches Kino für Mareille Klein, Auszeichnung mit dem Förderpreis Neues Deutsches Kino in der Kategorie  Drehbuch für Mareille Klein